# Unenlagia
Unenlagia är ett släkte med dinosaurier (theropoda) vars fossil har återfunnits i Rio Nequén, Patagonien (Argentina). Fossilet hittades av Fernando Novas 1996, och beskrevs av densamme tillsammans med Puerta. Unenlagia tros ha levt under kritaperioden i Turonium/Coniacium-skedet för omkring 85 - 90 miljoner år sedan. Än så länge vet man relativt lite om Unenlagia, eftersom man bara hittat omkring 20 benbitar efter den, såsom ett bäcken, blygdben, delar av ett bakben, några revben, skulderblad och ett avbrutet överarmsben. De delar av frambenen man hittat har spelat stor roll för forskarna, eftersom dess konstruktion är mycket lika fågelvingar, och kanske användes i liknande syfte. Unenlagia kunde dock inte flyga, då den var så stor. 

## Beskrivning

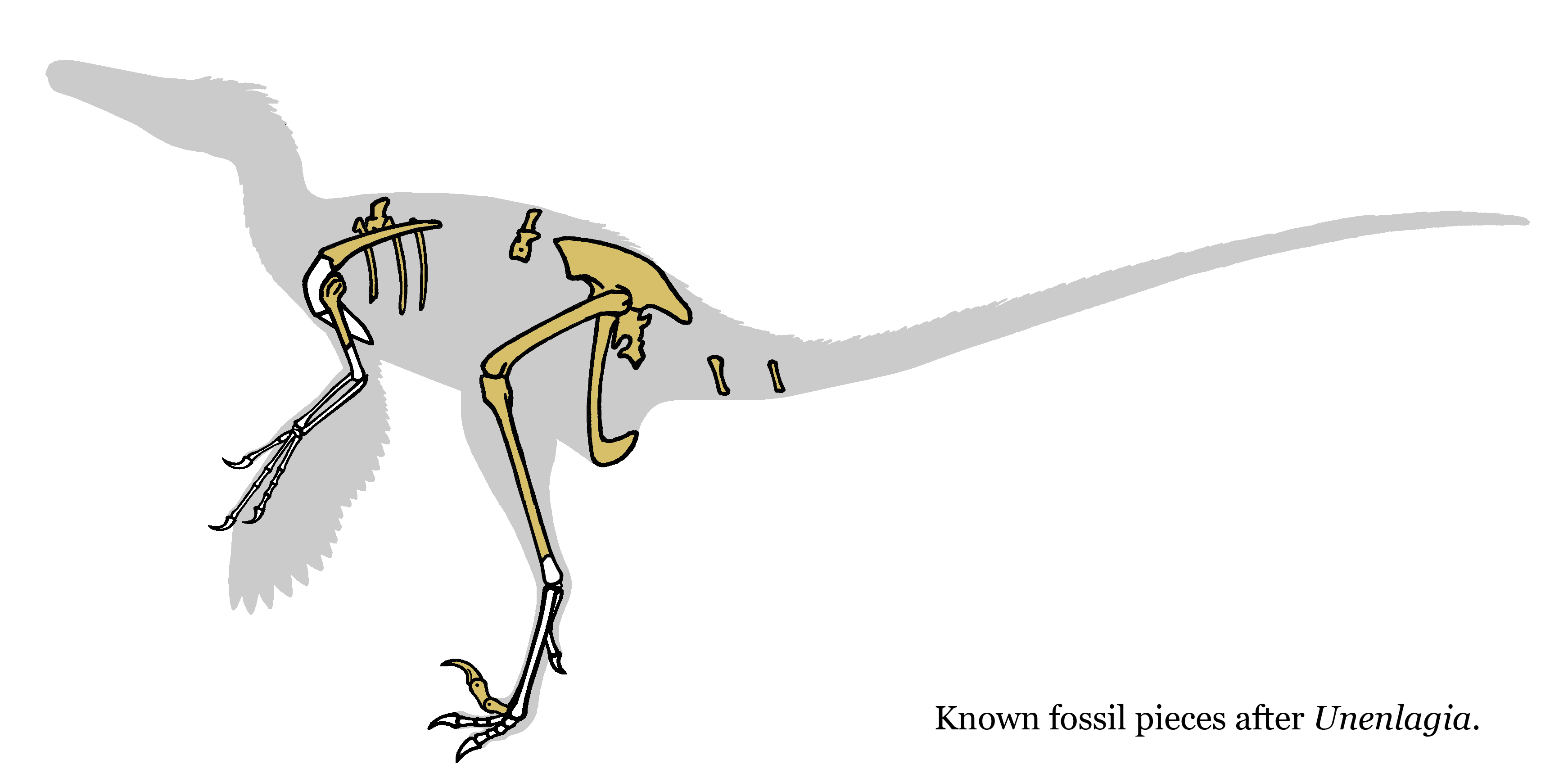
Diagram över de bitar som man hittat av Unenlagia comahuensis (Mestadels baserat på fossilet MCF PVPH-78).

Trots att så få lämningar efter Unenlagia har hittats kan man någotsånär gissa sig hur stor den blev och hur den såg ut. Den gick med största sannolikhet på bakbenen, och balanserade kroppen med en lång, smal svans, och mätte ungefär 2,4 - 3 meter. Bakbenen var förmodligen kraftiga, gjorda för att springa fort och ta kraftiga hopp, och tå II på båda fötterna var förmodligen uppfällbar och utrustad med en stor, krökt klo som kunde fungera som vapen, typiskt för alla Dromaeosaurider. Huvudet hade troligen långsmal nos, och stora ögon. Det är också troligt att Unenlagia var täckt med fjädrar, eftersom den tros ha varit nära släkt med fåglarna, och att fossila fjädrar har hittats hos andra Dromaeosaurider. 
Fossil visar att Unenlagias framben har långsmala, något bågformade skulderblad och smidiga överarmsben. Formen på bland annat Cavitas glenoidalis vittnar om att frambenen kunde röras på samma sätt som fåglars vingar. Eftersom Unenlagias framben troligtvis var täckta med fjädrar kunde de också agera som vingar. De kunde höjas och sänkas i flaxande rörelser, eller fällas in mot kroppen. Det är möjligt att Unenlagia flaxade med vingarna när den sprang, för att på så sätt få mer balans, eller så kan vingarna ha tjänstgjort i parningsritualer. Vingarna var dock relativt korta, och eftersom Unenlagia var så stor var den säkerligen oförmögen att flyga. Det har dock spekulerats om att den kan ha utvecklats från flygande förfäder.

## Paleoekologi
Unenlagia levde i Sydamerika, troligtvis samtidigt med några av de sauropoder (titanosauria) som levde kvar på kontinenten i slutet av kritaperioden, samt de storvuxna Carcharodontosauriderna, vilka var sin tids topprovdjur. Det fanns även Abelisaurider, vilka kom upp i större storlek än Unenlagia, och därför troligen stod högre i näringskedjan. Unenlagia kan ha levt av mindre dinosaurier såsom Alvarezsaurus, samt däggdjur och olika sorters kräldjur.

## Taxonomi
Unenlagia klassas till Deinonychosauria, en grupp maniraptorer som tros dela ett gemensamt ursprung med fåglar. Den tillhörde Unenlagiinae, en Sydamerikansk underfamilj av Dromaeosaurider som också var mycket lika fåglar. Unenlagias närmaste släktingar var bland annat Buitreraptor, Neuquenraptor (kan vara samma dinosaurie som Unenlagia), Austroraptor och Rahonavis. Tidigare ansåg några forskare att fossilen efter Unenlagia egentligen var från ungdjur av släktet Megaraptor, men sedan man upptäckt att Megaraptor egentligen var en Allosauroid har Unenlagia visat sig vara ett eget släkte.